# Baltasar Brum
Pour les articles homonymes, voir Brum et Rodríguez.
Baltasar Brum Rodríguez, né le 18 juin 1883 à Artigas et mort le 31 mars 1933 à Montevideo, est un avocat et homme d'État uruguayen.
Il est le président de l’Uruguay du 1er mars 1919 au 1er mars 1923.

## Biographie
Membre du Parti Colorado, il est ministre de l'Éducation (1913-1915) et des Affaires Étrangères du gouvernement de José Batlle y Ordóñez. Il s'est suicidé après avoir protesté contre le président Gabriel Terra.